# Plateau United Football Club
O Plateau United Football Club of Jos (mais conhecido somente como Plateau United) é um clube de futebol com sede em Jos na Nigéria. O nome "Plateau United" era o antigo nome de seus rivais Mighty Jets.

## História
O Plateau United foi fundado em 1975 como JIB Strikers FC.
O Plateau United conquistou seu primeiro grande título em 1999, uma vitória por 1 a 0 na final da Copa da Nigéria sobre o Iwuanyanwu Nationale com um gol de Donatus Iloka.
Eles foram promovidos à Premier League Nigeriana para a temporada 2010-11 ao vencer no último dia contra o Mighty Jets, mas foram rebaixados no ano seguinte no último dia. Eles foram promovidos de volta à liga principal no último dia da temporada de 2015.
Eles são conhecidos por que em 2013 sua equipe alimentadora foi um dos quatro clubes suspensos, aguardando uma investigação sobre sua vitória por 79-0 sobre o Akurba FC. Os quatro clubes foram acusados de manipulação de resultados para avançar para a liga profissional. Em 22 de julho de 2013, Plateau Feeders, Akurba FC, Police Machine FC e Bubayaro FC foram banidos por 10 anos, com os jogadores e oficiais de cada jogo banidos para sempre.
O Plateau United venceu a Premier League Nigeriana pela primeira vez em 2017, liderada pelo técnico Kennedy Boboye.

## Títulos
- Premier League Nigeriana: 2017, 2020 (parado por causa da COVID-19)
- Copa da Nigéria de Futebol: 1999

## Jogadores Notavéis
- Christian Obodo
- Celestine Babayaro
- Mikel John Obi
- Victor Obinna
- Shehu Abdullahi
- Sunday Ingbede
- Daniel Itodo